# Björn Ulvaeus
Björn Ulvaeus (n. 25 aprilie 1945, Lundby church parish⁠(d), Gothenburg and Bohus County⁠(d), Suedia) este un cântăreț suedez care face parte din formația ABBA, alături de: Agnetha Fältskog, Benny Andersson și Anni-Frid Lyngstad.